# Vicariato apostólico de Puerto Gaitán
El vicariato apostólico de Puerto Gaitán (en latín: Vicariatus Apostolicus Portus Gaitani) es una circunscripción eclesiástica de la Iglesia católica en Colombia. Se trata de un vicariato apostólico latino, inmediatamente sujeto a la Santa Sede (agregado a la provincia eclesiástica de Villavicencio). Desde el 8 de abril de 2016 su vicario apostólico es el obispo Raúl Alfonso Carrillo Martínez.

## Territorio y organización
El vicariato apostólico tiene 56 400 km² y extiende su jurisdicción sobre los fieles católicos de rito latino residentes en el municipio de Puerto Gaitán en el departamento de Meta y la parte occidental del municipio de Cumaribo en el departamento de Vichada.
Limita al norte con el vicariato apostólico de Trinidad, al este con el vicariato apostólico de Puerto Carreño, al sur con la diócesis de San José del Guaviare y al oeste con la arquidiócesis de Villavicencio.
La sede del vicariato apostólico se encuentra en la ciudad de Puerto Gaitán, en donde se halla la Catedral de María Madre de la Iglesia.
En 2022 en el vicariato apostólico existían 12 parroquias.

## Historia
El vicariato apostólico fue erigido el 22 de diciembre de 1999 mediante la bula Manifestavit Dominus del papa Juan Pablo II, obteniendo el territorio de la prefectura apostólica de Vichada (erigida el 7 de abril de 1956), simultáneamente suprimida, y de la diócesis de Villavicencio (hoy arquidiócesis de Villavicencio).

## Estadísticas
Según el Anuario Pontificio 2023 el vicariato apostólico tenía a fines de 2022 un total de 203 200 fieles bautizados.
| Año                                                                             | Población | Población | Población      | Sacerdotes | Sacerdotes | Sacerdotes | Católicos por sacerdote | Diáconos permanentes | Religiosos | Religiosos | Parroquias y cuasiparroquias |
| Año                                                                             | Católicos | Total     | % de católicos | Total      | Diocesanos | Regulares  | Católicos por sacerdote | Diáconos permanentes | Masculinos | Femeninos  | Parroquias y cuasiparroquias |
| ------------------------------------------------------------------------------- | --------- | --------- | -------------- | ---------- | ---------- | ---------- | ----------------------- | -------------------- | ---------- | ---------- | ---------------------------- |
| 2000                                                                            | 23 700    | 42 000    | 56.4           | 9          | 1          | 8          | 2633                    |                      | 8          | 10         | 2                            |
| 2001                                                                            | 50 000    | 60 000    | 83.3           | 15         | 5          | 10         | 3333                    |                      | 11         | 6          | 9                            |
| 2002                                                                            | 55 000    | 65 000    | 84.6           | 13         | 5          | 8          | 4230                    |                      | 9          | 10         | 9                            |
| 2003                                                                            | 65 000    | 90 000    | 72.2           | 15         | 7          | 8          | 4333                    |                      | 9          | 10         | 16                           |
| 2004                                                                            | 70 000    | 110 000   | 63.6           | 15         | 7          | 8          | 4666                    |                      | 9          | 10         | 8                            |
| 2010                                                                            | 78 900    | 122 000   | 64.7           | 26         | 21         | 5          | 3034                    |                      | 5          | 5          | 6                            |
| 2014                                                                            | 82 700    | 129 500   | 63.9           | 35         | 20         | 5          | 3308                    |                      | 10         |            | 10                           |
| 2017                                                                            | 194 525   | 208 870   | 93.1           | 27         | 25         | 2          | 7204                    |                      | 4          |            | 13                           |
| 2020                                                                            | 196 885   | 211 400   | 93.1           | 28         | 26         | 2          | 7031                    |                      | 6          |            | 13                           |
| 2022                                                                            | 203 200   | 217 800   | 93.3           | 22         | 21         | 1          | 9236                    |                      | 3          |            | 12                           |
| Fuente: Catholic-Hierarchy, que a su vez toma los datos del Anuario Pontificio. |           |           |                |            |            |            |                         |                      |            |            |                              |

## Episcopologio
- José Alberto Rozo Gutiérrez, S.M.M. † (22 de diciembre de 1999 - 2 de marzo de 2012). Falleció el 24 de mayo de 2018.
- Sede vacante (2012-2014). Administrador apostólico: P. Oswaldo Jaramillo S.M.M.
- Luis Horacio Gómez González † (10 de julio de 2014 -  8 de abril de 2016). Falleció el 17 de abril de 2016.
- Raúl Alfonso Carrillo Martínez, (8 de abril de 2016 - hasta la actualidad)